# Джеймс, граф Уэссекский
Джеймс, граф Уэссекский (англ. James, Earl of Wessex), полное имя — Джеймс Александр Филипп Тео Маунтбеттен-Виндзор (англ. James Alexander Philip Theo Mountbatten-Windsor; род. 17 декабря 2007, Фримли, Суррей) — член Британской королевской семьи, второй ребёнок и единственный сын младшего сына королевы Елизаветы II и младшего брата короля Карла III принца Эдварда, герцога Эдинбургского, и его супруги Софи, герцогини Эдинбургской. Является 16-м в порядке наследования британского престола. С 10 марта 2023 года именуется титулом учтивости «граф Уэссекский», до этого использовал титул виконта Северна.

## Биография
Джеймс родился в больнице Фримли-парк, там же, где и его старшая сестра леди Луиза Виндзор (род. 2003), и, так же как она, путём кесарева сечения. Ранее его мать перенесла внематочную беременность, а затем были роды недоношенной дочери Луизы с разрывом плаценты и экстренной госпитализацией; явившийся на роды принц Эдвард отметил, что на сей раз процесс прошёл «значительно спокойнее», а жена чувствовала себя «очень хорошо». 20 декабря мать и сын были выписаны из больницы, а 21 декабря были объявлены имена новорождённого виконта Северна. В январе 2008 года младенец был вновь госпитализирован с небольшой аллергией, но вскоре выписан.
19 апреля 2008 года состоялось крещение виконта Северна в домовой церкви Виндзорского замка, мальчик получил имя Джеймс Александр Филипп Тео. Крестильная рубашка Джеймса была скопирована с рубашки императрицы Виктории Германской (родилась и крещена в 1840 году), старшей дочери королевы Виктории. На крестинах присутствовали дедушка и бабушка Джеймса: королева и герцог Эдинбургский. Среди крёстных родителей титулованных особ не было. Джеймс живёт с родителями и сестрой в Бэгшот-хаус, Суррей.
Посещает школу Игл Хаз Скул, подготовительную школу с совместным обучением недалеко от Сандхерста в Беркшире.
В 2015 году вместе с сестрой и родителями посетил ЮАР.

## Наследование престола и титулов
Шансов стать британским королём у Джеймса или хотя бы у его будущих потомков немного — для этого надо, чтобы четыре его двоюродных брата и сестры, Уильям, Гарри, Беатрис и Евгения, не оставили детей или их потомство пресеклось. Джеймс является наследником титулов своего отца — графа Уэссекского и виконта Северна, а с 2020 года — также титула граф Форфар.
После того как его отец 10 марта 2023 года получил титул герцога Эдинбургского, Джеймс стал именоваться графом Уэссекским. При этом титул герцога Эдинбургского не является наследуемым и после смерти Эдварда может быть передан не Джеймсу, а другому члену королевской семьи.

## Титул
Как и его старшая сестра леди Луиза Виндзор, Джеймс фактически не носит титулов принца и королевского высочества, на которые имеет право согласно закону 1917 года (в таком случае он бы именовался «Его королевское высочество принц Джеймс Уэссекский», а с марта 2023 г. — «Его королевское высочество принц Джеймс Эдинбургский»). Однако, когда его родители поженились, Букингемский дворец объявил, что их дети будут титуловаться как дети графа, а не как принцы или принцессы. При этом в 2020 году графиня Уэссекская сообщила, что Джеймс сохранил свой королевский титул и решит, использовать ли его после того, как ему исполнится 18 лет. По договорённости его родителей с королевой используется титулование, обычное для сыновей пэров, в данном случае «титул учтивости» (courtesy title). Традиционно старшие сыновья британских пэров при жизни отцов носят в качестве «титула учтивости» второй, более низкий титул, соединённый с титулом отца (а старшие внуки — третий, если он имеется). При присвоении Эдварду в 1999 году титула графа Уэссекского вторым был указан титул «виконт Северн» (по крупнейшей британской реке Северн, протекающей в Уэльсе, в честь валлийского происхождения его жены). Именно так и стал именоваться его сын с момента рождения, ещё до того, как получил имя Джеймс.
В 2008 году в честь виконта и его сестры, отец которых наносил в Канаду официальный визит, лейтенант-губернатор Манитобы назвал два озера на севере провинции.
В 2020 году королева присвоила отцу Джеймса второй (также наследственный) титул граф Форфар, но на титул Джеймса это не повлияло. С 2023 года, когда принц Эдуард стал герцогом Эдинбургским (пожизненный и ненаследственный титул), Джеймс использует в качестве титула учтивости главный из двух графских титулов отца — «граф Уэссекский».